# Dražen
Dražen je moško osebno ime.

## Izvor imena
Ime Dražen je različica moškega osebnega imena Drago.

## Pogostost imena
Po podatkih Statističnega urada Republike Slovenije je bilo na dan 31. decembra 2007 v Sloveniji število moških oseb z imenom Dražen: 245.

## Osebni praznik
Osebe z imenom Dražen lahko godujejo zakrat kot Drago.